# Erechthiinae
Erechthiinae es una subfamilia de   lepidópteros glosados del clado Ditrysia perteneciente a la familia Tineidae.

## Géneros
| - Aeolarchis - Anastathma - Callicerastis - Comodica - Erechthias - Mecomodica | - Petula - Phthinocola - Pisistrata - Pontodryas - Thuriostoma - Zanclopseustis |